# Філіпп Окс
Філіпп Окс (нім. Philipp Ochs, нар. 17 квітня 1997, Вертгайм) — німецький футболіст, півзахисник та нападник клубу «Бохум».

## Клубна кар'єра
Народився 17 квітня 1997 року в місті Вертгайм. Розпочав займатись футболом в школі клубу «Вікторія» з рідного міста, а з 12 років знаходився в системі клубу «Гоффенгайм 1899». У сезоні 2013/14 він виграв з юнацькою командою чемпіонат Німеччини (U-19).
15 серпня 2015 року дебютував у Бундеслізі, в поєдинку проти «Баєра 04», вийшовши на заміну на 82-ій хвилині замість Ойгена Полянського. У загальній складності, за дебютний сезон провів 12 поєдинків, проте в наступні роки став виступати значно менше, зігравши в наступних двох сезонах лише по три матчі в Бундеслізі.
Через це на початку 2018 року Окс був відданий в оренду в клуб Другої Бундесліги «Бохум». Станом на 23 лютого 2018 року відіграв за бохумський клуб 3 матчі в національному чемпіонаті.

## Виступи за збірні
8 листопада 2011 року дебютував у складі юнацької збірної Німеччини до 15 років в матчі проти однолітків з Польщі (3:5). З наступного року став грати у збірній U-16, а ще через рік і за U-17, з якою зіграв у травні 2014 року на юнацькому чемпіонаті Європи 2014 року на Мальті. Там він зіграв всі три групових матчі, але не вийшов з командою в плей-оф.
З вересня 2015 року Окс став грати за збірну U-19, з якою брав участь у домашньому юнацькому чемпіонаті Європи 2016 року. Там у матчі проти Португалії він забив всі три німецькі голи, але його збірна програла 3:4. Загалом він забив чотири рази в турнірі в чотирьох іграх і здобув з командою кваліфікацію на молодіжний чемпіонат світу 2017 року в Південній Кореї. Всього взяв участь у 41 іграх на юнацькому рівні, відзначившись 16 забитими голами.
Протягом 2016—2017 років залучався до складу молодіжної збірної Німеччини. На молодіжний «мундіаль» Окс також поїхав, але його команда вилетіла вже у 1/8 фіналу від Замбії (3:4), незважаючи на забитий Філіппом гол. На молодіжному рівні зіграв у 16 офіційних матчах, забив 7 голів.

## Титули і досягнення
- Медаль Фріца Вальтера: U-19 (2016, срібло)[3]

## Особисте життя
Батьки Філіпп приїхали до Німеччини до його народження з Казахстану. У нього старший, а також молодший брат.